# Loye-sur-Arnon
Loye-sur-Arnon település Franciaországban, Cher megyében. Lakosainak száma 301 fő (2022. január 1.). Loye-sur-Arnon Arcomps, Ardenais, Faverdines, Marçais, Reigny, Saint-Christophe-le-Chaudry, Saulzais-le-Potier és Vesdun községekkel határos.

## Népesség
A település népessége az elmúlt években az alábbi módon változott:
| Lakosok száma | 488  | 329  | 303  | 309  | 307  | 312  | 305  | 299  | 298  | 301  |
|               | 1968 | 1982 | 1990 | 2006 | 2013 | 2015 | 2017 | 2019 | 2020 | 2022 |